# Tauleta de Xamaix
La Tauleta de Xamaix (també coneguda com la Tauleta del Déu del Sol) és una estela recuperada de l'antiga ciutat babilònica de Sippar, al sud de l'Iraq el 1881; ara encara forma part de la col·lecció antiga de l'Orient Mitjà del Museu Britànic. Data del regnat del rei Nabu-apla-iddina (888 – 855 abans de la nostra era).

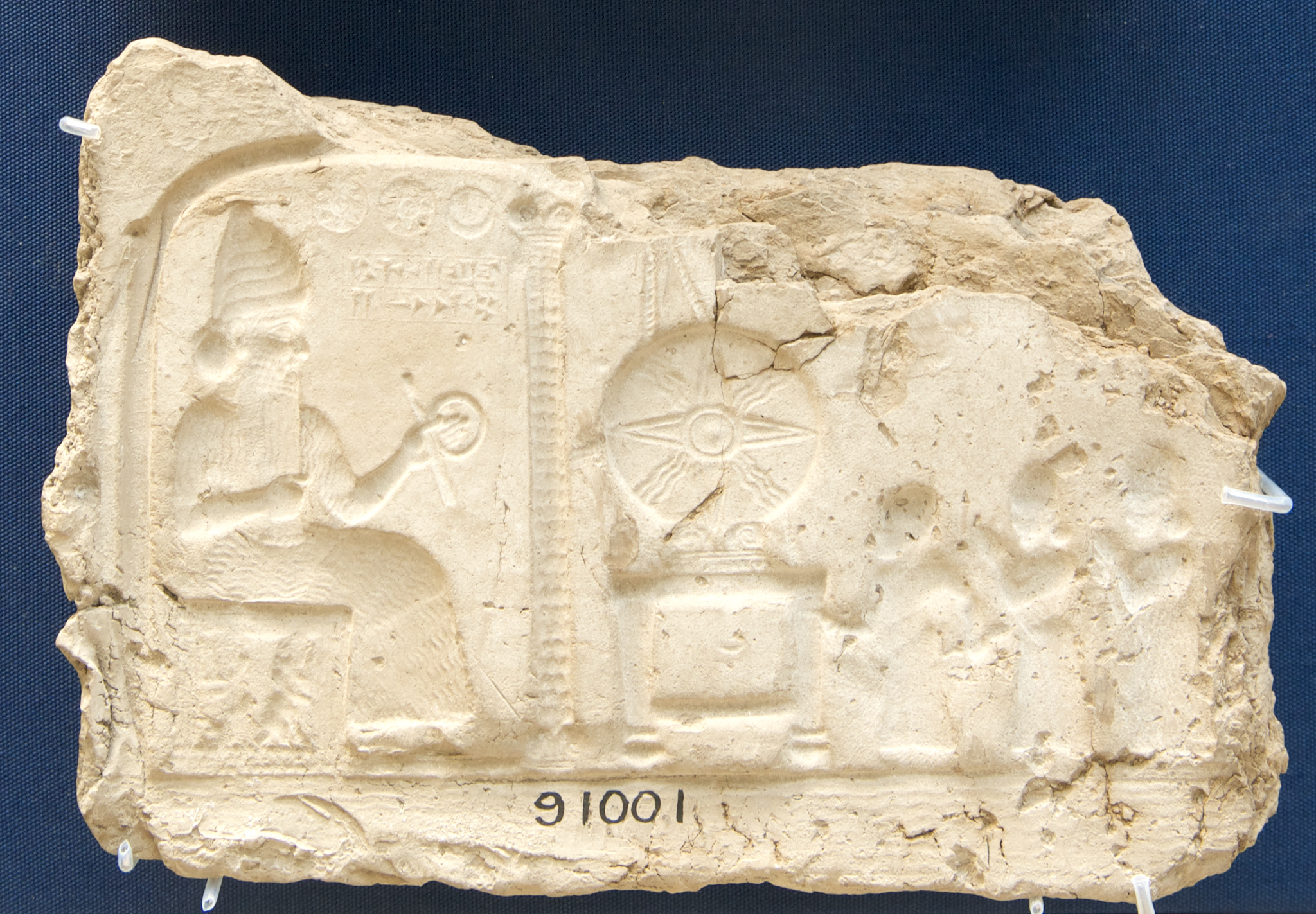
Quan Nabopolassar va descobrir la tauleta, era tancada en aquesta coberta d'argila cuita feta originàriament per Nabu-apla-iddina. Després de reemplaçar la coberta, Nabopolassar enterrà l'original al costat de la tauleta

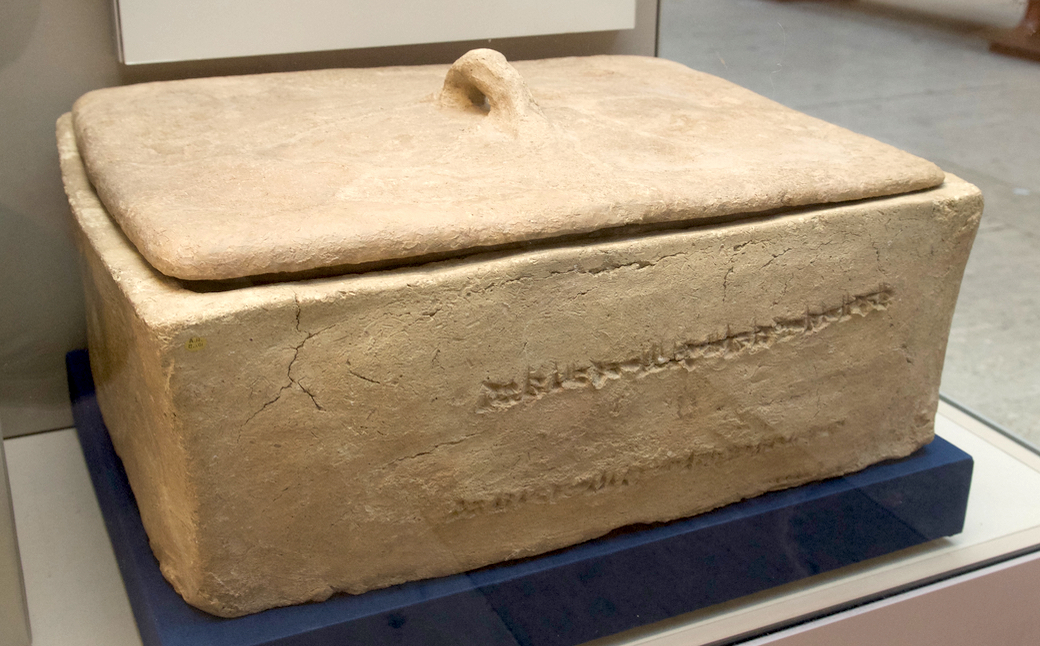
Cofre de terracota en què es va descobrir la tauleta de Xamaix

## Descobriment
La tauleta va aparéixer durant les excavacions realitzades entre 1878 i 1883 per Hormuzd Rassam. Se'n trobà completa però partida en dos trossos grans i sis de petits. En l'època del rei Nabopolassar, entre el 625 abans de la nostra era i el 605 ae, es va trencar en quatre parts i la van reparar. El cofre de terracota en què era la tauleta contenia també dues impressions d'argila de l'escena representada en la tauleta. El cofre era segellat sota el pis de betum del temple. S'ha suggerit que el cofre també contenia una segona tauleta i una tercera impressió d'argila (ara en el Museu Arqueològic d'Istanbul).

## Descripció
La tauleta era tancada en un motle d'argila o "calc" amb una impressió en negatiu que, en col·locar-se sobre la cara de la pedra, la protegia. Això indica que la tauleta era un objecte de reverència, que degué emmagatzemar-se per tradicions posteriors. La tauleta té vores dentades com una serra. El baix relleu de la part superior de l'anvers mostra Xamaix, el Déu del Sol, amb els símbols del sol, la lluna i una estrela. Xamaix s'hi representa assegut, amb un tocat amb banyes i sostenint el símbol de la vara i el cèrcol a la mà dreta. Al seu davant hi ha un altre gran disc solar sobre un altar, suspés des de dalt per dues figures. De les tres figures de l'esquerra, la central vesteix de la mateixa manera que Xamaix i se suposa que és el rei babilònic Nabu-apla-iddina rebent els símbols de la deïtat.
El baix relleu es pot superposar amb dos ordres de rectangles auris.

## Inscripció
L'escena conté tres inscripcions. La primera, a la part superior de la tauleta, assenyala:
| (1) ṣal-lam (ilu)Šamaš bêlu rabû (2) a-šib E-babbar-ra (3) ša ki-rib Sippar(KI) | (1) Imatge de Xamaix, el gran senyor (2) que habita a Ebabbara, (3) que es troba a Sippar |
|                                                                                 |                                                                                           |

Damunt el Déu del Sol, una segona inscripció descriu la posició de la lluna, el sol i una estrela; són davant de l'oceà celestial, en què se situa l'escena:
| (1) (ilu)Sin (ilu)Šamaš u (ilu)Ištar ina pu-ut apsî (2) ina bi-rit ili muš-ti-mi innadû(pl. u) | (1) Sin, Xamaix i Ixtar són davant l'oceà celestial (2) dins del jutge diví |
|                                                                                                |                                                                             |

La inscripció final en l'escena assenyala:
| (1)agû (ilu)Šamaš (2) muš-ši do | (1) Tocat de Xamaix (2) vara |
|                                 |                              |

El text cuneïforme de sota l'estela es divideix en quinze passatges, combinant prosa, elements poètics i retòrics en la forma típica de les inscripcions reials mesopotàmiques. Narra com Sippar i el Temple Ebabbar de Xamaix havien acabat en mal estat i havien perdut l'estàtua del déu. Aquesta imatge de culte és reemplaçada temporalment pel disc solar. Es descriu com es va trobar una nova figura de Xamaix a la banda oriental de l'Eufrates, a partir de la qual Nabu-apla-iddina construeix una nova estàtua de lapislàtzuli i or per a restaurar el culte. S'han trobat elements paral·lels iconogràfics i proses semblants en fonts mesopotàmiques i jueves posteriors, en què el rei que restaura el culte és vist com una deïtat que transmet símbols divins. La resta del text enumera els obsequis de la concessió reial, similar a un kudurru, i analitza les pràctiques del temple, les regles sacerdotals, els codis de vestit i les normes.